# Guaram I de Iberia

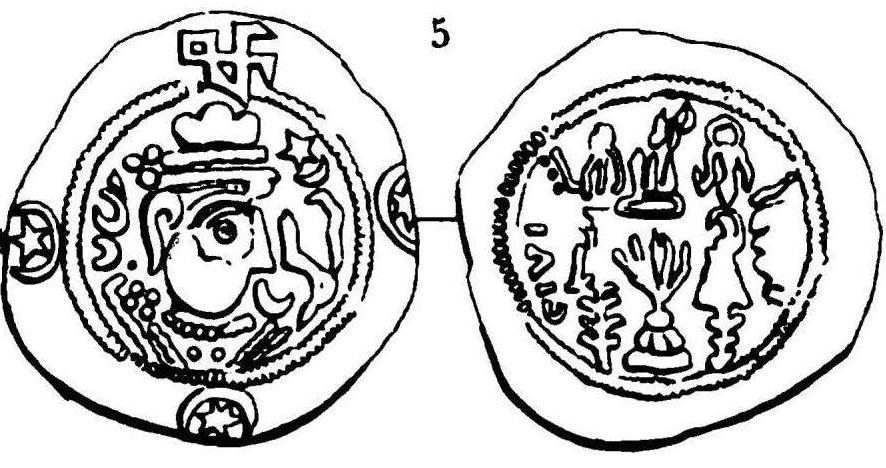
Moneda de Guaram I, mostrando Sasanian influencias

Guaram I (en georgiano: გუარამ I) fue un príncipe, que logró el gobierno hereditario de Iberia y el título bizantino de curopalates de 588 a c. 590. Es generalmente identificado con el Gurgenes (Γουργένης, forma helenizada del persa medio Gurgēn) del cronista bizantino Teófanes.
Guaram era hijo de Leo, el hijo más joven de rey Vakhtang I de Iberia y su esposa romana Helena, siendo miembro de la rama más joven,  y no real de la dinastía cosroida, que poseía los ducados ibéricos suroccidentales de Klarjeti y Javakheti. El cronista georgiano medieval Sumbat Davitis-Dzele le reporta como el primer gobernante Bagrationi, una reclamación que no ha sido aceptada como creíble.
Cuándo la guerra entre los imperios romano y Sasánida continuó bajo Justino II (r. 565–578), Guaram/Gurgenes se alió al príncipe Armenio Vardan III Mamikonian y a los romanos en un intento desesperado de liberarse del control iraní en 572 (Theoph. Byz. Fr. 3). Aparentemente huyó a Constantinopla cuándo la revuelta fracasó y permaneció allí hasta que  reapareció en la escena política en 588, cuando los iberos se rebelaron nuevamente contra los sasánidas, según el cronista georgiano Juansher. Los nobles ibéricos pidieron al  emperador Mauricio (582–602) un gobernante para la casa real ibérica; Mauricio les envió a Guaram, confiriéndole la dignidad de curopalates y enviándole a Mtsjeta. Así, el principado de Iberia reemplazó a la durmiente monarquía cosroida desde su supresión por los Sasánidas en 580. Tradicionalmente se le ha atribuido la fundación del Monasterio de Jvari. Guaram fue sucedido por su hijo, Esteban I.
Guaram fue el primer gobernante Georgiano en dar el paso inusual de emitir monedas al estilo sasánida. Estas monedas, referidas como "ibérico-Sasánidas", muestran las iniciales GN, i.e., Gurgen. Así, "Guaram" (registrado en las crónicas Georgianas) parece haber sido el nombre destinado para el uso doméstico; mientras "Gurgen" era el nombre oficial de este gobernante para relaciones extranjeras, y encontrados en la numismática y fuentes extranjeras.